# Вайтгілл (Лесото)
Вайтгілл (англ. Whitehill) — одна з місцевих громад, що розташована в районі Цгачас-Нек, Лесото. Населення місцевої громади у 2006 році становило 3 197 осіб.